# Вангозеро
Вангозеро — пресноводное озеро на территории Амбарнского сельского поселения Лоухского района Республики Карелии.

## Общие сведения
Площадь озера — 9,8 км², площадь водосборного бассейна — 76,6 км². Располагается на высоте 76,3 метров над уровнем моря.
Форма Вангозера лопастная, продолговатая: оно более чем на десять километров вытянуто с северо-запада на юго-восток. Берега изрезанные, каменисто-песчаные, преимущественно возвышенные, местами заболоченные.
Через Вангозеро течёт река Сенная, впадающая в Мурамозеро, через которое протекает река Воньга, впадающая, в свою очередь, в Белое море.
В озере около трёх десятков безымянных островов различной площади, однако их количество может варьироваться в зависимости от уровня воды.
С западному заливу озера подходят грунтовые дороги, ответвляющиеся от трассы Р21 («Кола»).
Населённые пункты вблизи водоёма отсутствуют.
Код объекта в государственном водном реестре — 02020000711102000003573.

## Панорама

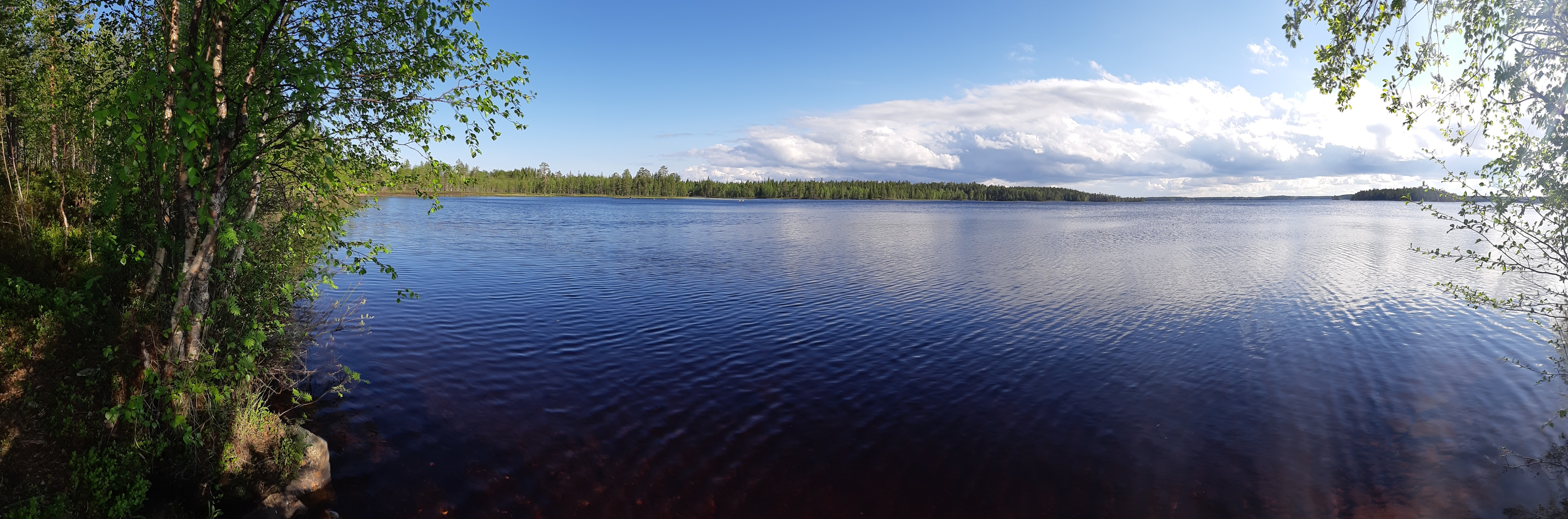
Панорама